# 2007-es Pilot Pen Tennis
A 2007-es Pilot Pen Tennis tornát 2007. augusztus 20. és augusztus 26. között rendezték meg a Connecticut államban lévő New Havenben. A verseny a 2007-es US Open előtti utolsó héten került megrendezésre, s mind az időpont, mind pedig az amerikai körversenyével megegyező pályaborítás a Grand Slam-tornára való közvetlen felkészülést jelentette a résztvevők számára. 

## Döntők

### Férfi egyes
James Blake –  Mardy Fish 7–5, 6–4

### Női egyes
Szvetlana Kuznyecova –  Szávay Ágnes 4–6, 3–0 feladta

### Férfi páros
Mahes Bhúpati /  Nenad Zimonjić –  Mariusz Fyrstenberg /  Marcin Matkowski 6–3, 6–3

### Női páros
Szánija Mirza /  Mara Santangelo –  Cara Black /  Liezel Huber 6–1, 6–2